# O'Neil Bell
Pour les articles homonymes, voir O'Neill.
O'Neil Bell est un boxeur jamaïcain né le 29 décembre 1974 à Montego Bay et mort le 25 novembre 2015 à Atlanta.

## Carrière de boxeur

### Débuts dans les rangs professionnels
Bell devient professionnel en 1998 et malgré une défaite par KO au 4e round lors de son second combat contre l'Algérien Mohamed Benguesmia, il enchaîne 12 victoires avant la limite puis remporte la ceinture de champion d'Amérique du Nord NABF des poids lourds-légers aux dépens de James Walton le 18 janvier 2001. Il conserve sa ceinture face à Jose Luis Rivera, Arthur Williams à deux reprises, Kelvin Davis et Derrick Harmon le 19 décembre 2003.

### Premier titre mondial
O'Neil Bell dispute l'année suivante un combat éliminatoire pour devenir challengeur au titre mondial IBF des lourds-légers contre Ezra Sellers qu'il bat par KO au second round. Le 20 mai 2015, il dispute ainsi son premier championnat du monde contre le Canadien Dale Brown (le titre étant alors vacant). Le Jamaïcain s'impose aux points à l'unanimité des juges. 

### Combat de réunification des ceintures WBA, WBC et IBF
Après une défense victorieuse de son titre IBF contre Sebastiaan Rothmann par KO au 11e round le 26 août 2005, il bat le 7 janvier 2006 le Français Jean-Marc Mormeck et remporte les ceintures WBA et WBC, devenant alors le second boxeur de la catégorie à posséder les trois titres, le premier étant Evander Holyfield. Mormeck récupère ses titres WBA et WBC le 17 mars 2007 après une victoire aux points à l'unanimité des trois juges. 

### Fin de carrière
Cette défaite marque un tournant dans la carrière de Bell puisqu'il est également battu par Tomasz Adamek au 8e round le 19 avril 2008. Il livre ses deux derniers combats professionnels en 2011 après une pause de trois ans contre Richard Hall (défaite au 2d round) et contre Rico Cason (victoire au 1er round). Son bilan est de 27 victoires, 4 défaites et 1 match nul.

## Meurtre à Atlanta
O'Neil Bell est assassiné dans les rues d'Atlanta par deux voleurs à la suite de coups portés par une arme blanche et par balles le 25 novembre 2015.